# أكلت يوم أكل الثور الأبيض (حكاية شعبية)
«أُكلت يوم أكل الثور الأبيض» مقولة عربية، ومَثَلٌ يضرب عند الشعور بالندم على التفريط والتهاون في الحقوق، والإحساس بالتشتت والضياع فالأمر يبدأ دائماً بالغير وينتهي عندك فاحترس ولا تضع نفسك فريسة للخداع، فما يطال غيرك يطالك.

## تفسير القصة
روي عن أمير المؤمنين علي بن أبي طالب رضي الله عنه أنه قال: "إنما مثلي ومثل عثمان رضي الله عنه كمثل ثلاثة أثوار كانت في أَجَمة (شجر كثيف بالغابة): أبيض، وأسود، وأحمر، ومعها أسد، فكان لا يقدر منها على شيء لاجتماعها عليه، فقال الأسد للثور الأسود والأحمر: "إنه لا يدل علينا في أجمتنا إلا الثور الأبيض، فإن لونه مشهور، ولوني على لونكما، فلو تركتماني آكله خلت لكما الأجمة وصفت"، فقالا: "دونك وإياه فكُله"، فأكله، ومضت مدة على ذلك، ثم إن الأسد قال للثور الأحمر: "لوني على لونك، فدعني آكل الثور الأسـود"، فقـال له: "شأنك به"، فأكله، ثم بعد أيـام قال للثور الأحمر: "إني آكلك لا محال"؛ فقال الثور الأحمر: "دعني أنادي ثلاثة"، فقال الأسد: "افعل"، فنادى الثور الأحمر: "إنما أُكلت يوم أُكِل الثورُ الأبيض" قالها ثلاثاً، ثم قال علي رضي الله عنه: "إنما هنت يوم قتل عثمان رضي الله عنه"، ثم رفع بها صوته.
كتب موقع البيان: «القصة تبرز أهمية الاتحاد وتجميع الصف والكلمة والمصير المشترك، تأبى الرماح إذا اجتمعن تكسرا، وإذا افترقن تكسّرت آحادا».
كتب دكتور بكري معتوق عساس في تفسير القصة: «الوحدة قوة منيعة تصدُّ أشدَّ الأخطار، والتعاون أساس صلب في بناء الأسر والأوطان».
كتب موقع الألوكة الشرعية: «مغزى هذا المثل بيّن، فمتى ضحينا بأحدٍ؛ لننالَ مكانه أو ما كان يناله، فقد حكمنا على أنفسنا بنفس مصيره، ووضعنا أنفسنا بعده في القائمة».
كتبت وكالة جراسا الإخبارية: «صار ما قاله الثور الأحمر مثلًا يُضرب لبيان أن الاتحاد قوة وأن التفرقة ضعف، كما يضرب لمن يعطي غيره الفرصة كي ينال منه».
استخدم القصة فيصل حامد (كاتب وناقد صحفي سوري مقيم بالكويت) في 26 أغسطس 2011 على صحيفة دنيا الوطن (صحيفة إلكترونية فلسطينية) بنظرة سياسية حيث قال إن القصة مهداة إلى القادة العرب، وبنفس النظرة السياسية كتبت دكتورة سيرين الصعيدي (دكتوراه في العقيدة والفلسفة الإسلامية من جامعة العلوم الإسلامية العالمية في الأردن): «تحقق فينا المثل» إنما أُكلت يوم أُكل الثور الأبيض«، أُكلنا بداية عندما قبلنا بهذه الحدود، فتجزأت بلادنا ومقدراتنا، وتفرقنا إلى فرق وشِيع وجماعات متناحرة، ويا ليت الأمر توقف عند هذا، بل تعدى الأمر ذلك ليشمل المسجد، والحارة، والمقهى، والأسرة، بل والمقبرة».
كتب د محمد رجب النجار على موقع الموسوعة الإسلامية: «ومن قصص الأمثال، تلك الحكاية الموضوعة على لسان الحيوان، في الجاهلية، تلك الحكاية التي يفسّر بها المثل القائل في التعاون، وأنّ التفريط في الجزء يعني التفريط في الكل».

## أصل الحكاية
اختلف الرواة في أصل القصة، وهناك كتابات عديدة تنسبها إلى يوناني عاش حوالي 600 سنة قبل الميلاد اسمه إيسوب، ونقرأ في كتاب حكايات إيسوب (ترجمة الدكتور عادل مصطفى، إصدار مؤسسة هنداوي) أنها من أشهر وأقدم القصص الخرافية، يعود تاريخها إلى حوالي القرن السادس قبل الميلاد؛ وهي بذلك أقدَم من «كليلة ودمنة» التي دونت في القرن الرابع الميلادي. وقد حرص مؤلِّفها «إيسوب» على أن يجعلَها حكايات تروى على لسان الحيوانات وقوى الطبيعة، محاولًا نقد بعض أوضاع عصره بشكلٍ مستترٍ حتى لا يتعرض للعقاب.
قدّم الأستاذ عبد الرحمن مرشود  خلال الحلقة النقدية التي نظمها النادي الأدبي بجدة ورقة نقدية بعنوان (أسئلة الهوية في أسطورة الثور الأبيض). أورد أبو الفضل الميداني هذه القصّة في (مجمع الأمثال) بإسهابٍ أكثر ونسب للإمام عليّ كرم الله وجهه التمثّل بها، وهو ما يستبعد صحّته بعض الباحثين ولقولهم بعض الوجاهة كما لا يخفى، لتقدّم عهد الإمام على عهد مترجم الكتاب. وردت هذه القصّة بشكل مقتضب جداً في (حكايات أيسوب) اليونانية والتي يرجعها المؤرخون إلى ما قبل الميلاد بأكثر من خمسمائة وستّين سنة، وهذا ما جعل عبد المجيد عابدين يقول باحتمال وصولها للمسلمين الأوائل عن طريق احتكاكهم بالسريان قبل ترجمة «كليلة ودمنة».
اعتاد الكتاب العرب على ذكر قصة "الأسد والثلاثة أثوار" مقترنة بأمير المؤمنين علي بن أبي طالب رضي الله عنه، كما كتبت صحيفة الوطن أن "القائل: علي بن أبي طالب رضي الله عنه". كما يوردها الموقع الجزائري "فركوس" على لسان أمير المؤمنين، ومجمع الأمثال للميداني، وكذلك صحيفة البلاد البحرينية. في بحث تحت عنوان "المثل الإسلامي بين الفكر القديم والفكر الجديد" نشر في مجلة جيل الدراسات الأدبية والفكرية، كتبت الباحثة رنا شاهين: "ابتدع علي بن أبي طالب (ر) المثل القياسي، والمثل الموجز. كقوله: "إنما مثلي ومثل عثمان كمثل أثوار ثلاثة كن في أجمة، أبيض وأسود وأحمر..."
منح فضل القصة للأمثال العربية الجاهلية، حيث جاء في دراسة تحقيقية تحت عنوان «الأمثال في الأدب العربي والإسلامي»، في فصل (نماذج من الأمثال الجاهلية)، كما ورد في مجلة كلية التربية الأساسية للعلوم التربوية والإنسانية بجامعة بابل تحت عنوان «قراءة جديدة في كتاب مجمع الأمثال للميداني فصل (الأمثال التي مرجعها قصة)».